# Hedelfingen
Hedelfingen, Stuttgart-Hedelfingen – okręg administracyjny (Stadtbezirk) w Stuttgarcie, w kraju związkowym Badenia-Wirtembergia. Liczy 9 129 mieszkańców (31 grudnia 2011) i ma powierzchnię 7,32 km².